# 孫玉菡
孫玉菡，JP（1971年12月28日—），香港政府官員，公務員政務官出身，現任勞工及福利局局長，前勞工處處長。

## 背景
孫玉菡生於山東省，其名字「玉菡」由喜愛閱讀的父親所改，靈感取自《紅樓夢》角色蔣玉菡。他有1姊1弟，父親曾任職酒樓，後為商人，母親則為家庭主婦。孫玉菡於1978年9月15日從山東煙台來香港定居，當時不諳粵語和英語。到埗香港前未曾入讀幼稚園，到達香港後一共報考過8間小學。
2022年12月10日，孫玉菡確診2019冠状病毒病。

## 個人生活
孫玉菡已婚，婚後育有一對兒女。

## 公務員生涯
孫玉菡於1994年7月加入政務職系後，於2012年四月晉升為首長級乙級政務官，並於2019年4月晉升為首長級乙一級政務官。他曾在多個決策局及部門服務，包括前文康廣播科、前工商科、前財政科、前政制事務局、前庫務局、民政事務總署、民政事務局、公務員事務局及食物及衞生局。他於2011年6月至2011年12月出任食物及衞生局副秘書長（衞生），於2012年1月至2017年10月出任醫療規劃及發展統籌處處長，並從2017年10月起出任財經事務及庫務局副秘書長（財經事務）。
孫玉菡將於2020年12月21日出任勞工處處長，並於2022年4月晉升為首長級甲級政務官。

## 爭議事件

### 「骨氣論」
2023年1月，最低工資委員會建議，將法定最低工資水平由時薪37.5元調升至40元。有團體認為增加水平低，更不如二人家庭綜援的水平。身為勞工及福利局局長的孫玉菡回應指「有一點大家都要諗，其實人究竟鐘意返工定唔返工？其實返工唔係為咗搵錢㗎嘛，即返工係對人精神面貌、健康都重要，你見香港人好有骨氣嘅，我都接觸好多，佢會寧願做嘢，唔想攞社會福利，咁更有人生價值，貢獻更大，所以兩者之間不能咁比，一個係工資，一個係工作。」
此番言論後來受到樂施會總裁曾迦慧撰文批評「骨氣論」猶如無視最低工資對基層工友生活保障的作用，並且強調社會不應該將接受低薪工作視為一種「骨氣」，否則申領綜援人士會被貼上負面標籤。

## 榮譽

### 殊勳
- 官守太平紳士（J.P.）（2012年6月30日－）[9]

## 外部連結
- 勞工及福利局局長孫玉菡於香港政府一站通網頁的介紹 （页面存档备份，存于）

| 官衔                   | 官衔                                     | 官衔          |
| ---------------------- | ---------------------------------------- | ------------- |
| 前任者： 羅致光        | 勞工及福利局局長 2022年7月1日－          | 現任          |
| 香港特別行政區政府职务 |                                          |               |
| 前任者： 陳嘉信        | 勞工處處長 2020年12月21日－2022年6月30日 | 繼任： 陳穎韶 |